# Liste der Monuments historiques in Grand’Combe-Châteleu
Die Liste der Monuments historiques in Grand’Combe-Châteleu führt die Monuments historiques in der französischen Gemeinde Grand’Combe-Châteleu auf.

## Liste der Immobilien
| Bezeichnung           | Beschreibung                                                                                    | Standort                        | Kennzeichnung | Schutzstatus | Datum | Bild           |
| --------------------- | ----------------------------------------------------------------------------------------------- | ------------------------------- | ------------- | ------------ | ----- | -------------- |
| Ferme Gauthier Gonet  | Bauernhof, 1626 erbaut, im 18. und 19. Jahrhundert umgebaut; mit dem offenen Kamin in der Küche | 10 Le Bas de Grand’Combe (Lage) | PA00101649    | Inscrit      | 1981  | weitere Bilder |
| Bauernhof             | 1721 erbaut; mit Teilen der Innenausstattung                                                    | 7/9 Les Cordiers (Lage)         | PA00101650    | Inscrit      | 1986  | weitere Bilder |
| Ferme Julot Jacquemot | Bauernhof, bezeichnet 1796; mit der Innenausstattung; heute Museum                              | 3/5 Les Cordiers (Lage)         | PA00101651    | Inscrit      | 1979  | weitere Bilder |

## Liste der Objekte
| Bezeichnung                              | Beschreibung | Standort                                               | Kennzeichnung | Schutzstatus | Datum | Bild |
| ---------------------------------------- | --- | ------------------------------------------------------ | ------------- | ------------ | ----- | ---- |
| Hauptaltar                               | Retabel, drei Gemälde und die Wandvertäfelung des Chorraums; Holz, teilweise farbig gefasst und vergoldet, Ölfarbe auf Leinwand, 18. Jahrhundert | in der Kirche St-Joseph (Lage)                         | PM25001660    | Classé       | 1928  |      |
| Zwei Reliquiare                          | Holz, vergoldet, 18. Jahrhundert | in der Kirche St-Joseph (Lage)                         | PM25000788    | Classé       | 1975  |      |
| Kredenz                                  | Holz, vergoldet, Marmor, 18. Jahrhundert | in der Kirche St-Joseph (Lage)                         | PM25000789    | Classé       | 1975  |      |
| Kanzel                                   | Holz, bemalt, 18. Jahrhundert | in der Kirche St-Joseph (Lage)                         | PM25000790    | Classé       | 1975  |      |
| Taufaltar                                | Taufbecken und Retabel; Eichenholz, 18. Jahrhundert                                                                                              | in der Kirche St-Joseph (Lage)                         | PM25000791    | Classé       | 1975  |      |
| Altarkreuz                               | Holz, vergoldet, 18. Jahrhundert | in der Kirche St-Joseph (Lage)                         | PM25000792    | Classé       | 1975  |      |
| Gemälde Porträt von Pierre Bobillier     | Ölfarbe auf Kupfer, bezeichnet 1690 | Cornabey, in der Kapelle Notre-Dame-des-Ermites (Lage) | PM25000793    | Classé       | 1975  |      |
| Hauptaltar                               | Holz, farbig gefasst und vergoldet, um 1800 | Cornabey, in der Kapelle Notre-Dame-des-Ermites (Lage) | PM25002163    | Inscrit      | 1975  |      |
| Zwei Seitenaltäre                        | jeweils Altartisch, Retabel und Gemälde; Holz, farbig gefasst, Ölfarbe auf Leinwand, 18. Jahrhundert                                             | Cornabey, in der Kapelle Notre-Dame-des-Ermites (Lage) | PM25002164    | Inscrit      | 1975  |      |
| Kruzifix                                 | Holz, farbig gefasst und vergoldet, 18. Jahrhundert                                                                                              | Cornabey, in der Kapelle Notre-Dame-des-Ermites (Lage) | PM25002165    | Inscrit      | 1975  |      |
| Skulptur Schwarze Madonna von Einsiedeln | Holz, farbig gefasst, bezeichnet 1698 | Cornabey, in der Kapelle Notre-Dame-des-Ermites (Lage) | PM25002166    | Inscrit      | 1975  |      |
| Skulptur Madonna mit Kind                | Lindenholz, farbig gefasst, 18. Jahrhundert | Cornabey, in der Kapelle Notre-Dame-des-Ermites (Lage) | PM25002167    | Inscrit      | 1975  |      |
| Kruzifix                                 | Holz, farbig gefasst, 18. Jahrhundert | in der Kirche St-Joseph (Lage)                         | PM25002168    | Inscrit      | 1978  |      |
| Maria-Rosenkranz-Altar                   | linker Seitenaltar; Retabel und Gemälde; Holz, farbig gefasst und vergoldet, Ölfarbe auf Leinwand, 18. Jahrhundert                               | in der Kirche St-Joseph (Lage)                         | PM25001661    | Classé       | 1928  |      |
| Simon-Stock-Altar                        | rechter Seitenaltar; Retabel und Gemälde; Holz, farbig gefasst und vergoldet, Ölfarbe auf Leinwand, 18. Jahrhundert                              | in der Kirche St-Joseph (Lage)                         | PM25001662    | Classé       | 1928  |      |